# باول ألين (محرر)
باول ألين (بالإنجليزية: Paul Allen)‏ هو محرر أمريكي، ولد في 15 فبراير 1775، وتوفي في 18 أغسطس 1826.